# Trine 2

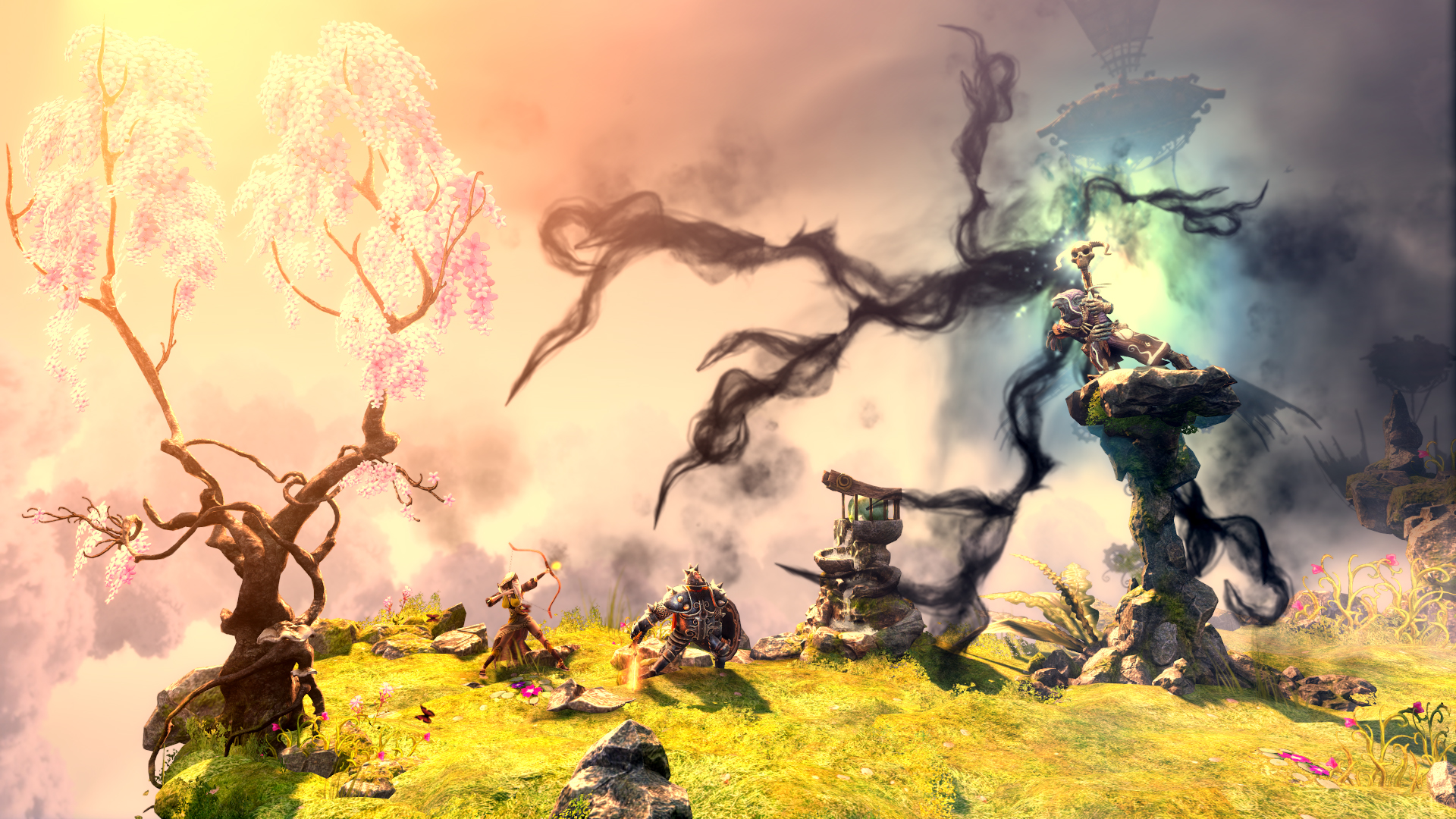
Screenshot aus Trine 2

Trine 2 ist ein Action-Puzzle-Computerspiel mit Rollenspiel- und Jump-’n’-Run-Aspekten, das von dem finnischen Unternehmen Frozenbyte für Windows, macOS, Linux, PlayStation 3, PlayStation 4, Xbox 360, Wii U und Android-Geräte entwickelt wurde. Es ist der Nachfolger zu Trine und Vorgänger von Trine 3: The Artifacts of Power. Die Erstveröffentlichung des Spiels war im Dezember 2011.

## Spielprinzip
Genau wie sein Vorgänger Trine hat auch Trine 2 drei Charaktere mit grundlegend unterschiedlichen Fähigkeiten, die vom Spieler genutzt werden müssen, um Hindernisse zu überwinden und Puzzle zu lösen. Alle Charaktere sind in einer Figur vereinigt und man kann die Figur in jeweils einen der Charaktere verwandeln.
Zoya, die „Unternehmerin“, besitzt Pfeil und Bogen, mit denen sie sich zur Wehr setzen kann, sowie einen Enterhaken, der es erlaubt, sich über größere Abgründe zu schwingen.
Amadeus, der Zauberer, ist in der Lage, Gegenstände mittels seiner Zauberkraft zu bewegen. Darüber hinaus ist er in der Lage, Kisten und Planken entstehen zu lassen, die dann zum Überwinden von Hindernissen genutzt werden können.
Pontius, der Ritter, ist im Besitz von Schild und Schwert. Mit dem Schwert können Gegner angegriffen werden, während mit dem Schild die Abwehr von Gefahren möglich ist.
Im Spielverlauf lassen sich Gegenstände finden oder Fähigkeiten erwerben, die dem Spieler zwar helfen, aber nicht unbedingt nötig sind, um das Spiel zu bestehen. So bekommt der Ritter einen großen Hammer, die Diebin Feuerpfeile oder sogar die Fähigkeit, zwei Pfeile gleichzeitig zu verschießen. Zudem gibt es Ringe und Amulette, die dem Charakter mehr Kraft oder Fähigkeiten verleihen, wie zum Beispiel unendlich lange zu tauchen.

## Veröffentlichung
Das Spiel erschien für den PC am 7. Dezember 2011 (Windows und macOS) respektive am 31. März 2012 (Linux). Die PlayStation-3-Version folgte am 20. Dezember 2011 in Nordamerika und am 7. März 2012 in Europa und am 21. Dezember 2011 weltweit die Xbox-360-Version. Am 22. Juli 2014 erschien das Spiel auch für Android-Geräte. Im November 2012 wurde in Nordamerika und Europa eine Version für die Wii U veröffentlicht, welche den Titel Trine 2: Director’s Cut trug. Diese erschien im Januar 2013 auch in Australien und im Januar 2014 in Japan. Auch für die PlayStation 4 wurde Trine 2 im November 2013 noch veröffentlicht, wo es den Titel Trine 2: Complete Story trug.

## Rezeption
Die Kritiken zu Trine 2 fielen überwiegend positiv aus, laut Metacritic wurde das Spiel im Durchschnitt mit 84 % bewertet. Gelobt wurde unter anderem der gute Puzzleaufbau sowie die gelungene Kombination aus Puzzle- und Kampfelementen.

## Fortsetzung
Am 20. August 2015 wurde der Nachfolger Trine 3: The Artifacts of Power veröffentlicht. Hierbei wechselte Frozenbyte zu einem 3D-Spielprinzip.
Der vierte Teil der Serie, Trine 4 – The Nighmare Prince, wurde am 24. Oktober 2018 angekündigt.